# Sparkassen Giro Bochum 2004
Lo Sparkassen Giro Bochum 2004, settima edizione della corsa, si svolse l'8 agosto 2004 su un percorso di 175 km. Fu vinto dal tedesco David Kopp della Team Lamonta davanti al ceco Lubor Tesar e all'australiano Corey Sweet.

## Ordine d'arrivo (Top 10)
| Pos. | Corridore          | Squadra            | Tempo    |
| ---- | ------------------ | ------------------ | -------- |
| 1    | David Kopp         | Team Lamonta       | 4h09'02" |
| 2    | Lubor Tesar        | eD'system-ZVVZ     | a 54"    |
| 3    | Corey Sweet        | Team ComNet-Senges | s.t.     |
| 4    | Stefan Kupfernagel | Team Lamonta       | s.t.     |
| 5    | Enrico Poitschke   | Team Wiesenhof     | s.t.     |
| 6    | Richard Faltus     | AC Sparta Praha    | a 1'26"  |
| 7    | Martin Hebik       | AC Sparta Praha    | s.t.     |
| 8    | Robbie McEwen      | Lotto-Domo         | a 4'25"  |
| 9    | Fabian Wegmann     | Gerolsteiner       | s.t.     |
| 10   | Luke Roberts       | Team ComNet-Senges | s.t.     |